# 5422 Hodgkin
5422 Hodgkin (1982 YL1) là một tiểu hành tinh vành đai chính được phát hiện ngày 23 tháng 12 năm 1982 bởi Karachkina, L. G. ở Nauchnyj.